# جان میلج
جان میلج (به انگلیسی: John Milledge) سناتور سابق عضو حزب دموکرات-جمهوری‌خواه بود. وی در سال ۱۸۰۶ تا ۱۸۰۹ میلادی سناتور ایالت جورجیا در سنای ایالات متحده آمریکا بود.